# Mosi Raz
Mosi Raz (hebrejsky: מוסי רז, formálně Moše Raz, משה רז) je izraelský politik a bývalý poslanec Knesetu za stranu Merec.

## Biografie
Narodil se 19. prosince 1965 v Jeruzalému. Sloužil v izraelské armádě, kde dosáhl hodnosti kapitána (Seren). Vystudoval ekonomii a účetnictví na Hebrejské univerzitě. Pracoval jako účetní. Hovoří hebrejsky a anglicky.

## Politická dráha
Působil jako generální tajemník levicového pacifistického hnutí Šalom achšav a ředitel neziskové organizace Ir Šalem. Předsedal radě studentských asociací.
V izraelském parlamentu zasedl po volbách v roce 1999, v nichž kandidoval za stranu Merec. Mandát ale získal až dodatečně v únoru 2000 jako náhradník po rezignaci poslance Chajima Orona. Do činnosti Knesetu se zapojil jako člen výboru pro záležitosti vnitra a životního prostředí a zvláštního výboru pro zákon o mimořádném ekonomickém plánu.
Ve volbách v roce 2003 mandát neobhájil.